# Erik Jakob Lovisin
Erik Jakob Lovisin, född 24 juni 1718, död 5 november 1794 i Tveta församling, var en svensk friherre och ämbetsman. Han var sonson till Erik Lovisin. 

## Biografi
Erik Jakob Lovisin föddes 1718. Han var son till överstelöjtnanten Jakob Lovisin och friherrinnan Margareta Beata Soop. Lovisin blev 1 mars 1734 student vid Uppsala universitet och i juli 1750 extra protokollssekreterare i Justitierevisionen. Han blev 1753 ordinarie protokollssekreterare och blev 1762 lagman i Västernorrlands lagsaga, med avsked 20 februari 1767 som landshövdings karaktär. Lovisin avled 1794 på Tvetabergs säteri i Tveta församling.

### Egendom
Han var innehavare av Tvetabergs säteri i Tveta socken.

### Familj
Lovision gifte sig 28 augusti 1757 med Eva Christina de Besche (1732–1796), dotter till kammarherren Gerard Georg de Besche och friherrinnan Maria Christina Ehrenkrona. De fick tillsammans barnen Erik Lovisin (född 1758), Gerhard Lovisin (född 1758), kornetten Gerhard Lovisin (1759–1819), Margareta Christina Lovisin (1759–1801) som var gift med hovpredikanten Henrik Nylén, Eva Jakobina Lovisa Lovisin (1760–1774), Erik Jakob Lovisin (född 1761), kaptenen Carl Gustaf Lovisin (1763–1842), löjtnanten Isak Vilhelm Lovisin (1767–1842) och Ulrika Eleonora Lovisin (1773–1851) som var gift med ryttmästaren Carl Axel Silfversparre.